# Europees kampioenschap voetbal 2012 (kwartfinale) Duitsland - Griekenland
De tweede wedstrijd in de kwartfinales tussen Duitsland en Griekenland werd gespeeld op 22 juni 2012 tijdens het Europees kampioenschap voetbal 2012. Duitsland won met 4-2.
Het was de 26ste wedstrijd van het toernooi en werd gespeeld in het PGE Arena Gdańsk in Gdańsk. De winnaar zou op 28 juni in de halve finale de winnaar van de vierde kwartfinale treffen, Italië.

## Voorafgaand aan de wedstrijd
- Op 6 juni 2012 stond Duitsland op de tweede plaats van de FIFA-wereldranglijst, Griekenland bezette de 15e plaats.[1]
- Duitsland kwalificeerde zich voor de kwartfinale door alle drie de wedstrijden te winnen in Groep B. Griekenland kwalificeerde zich door als tweede te eindigen in Groep A. Zij schakelden hiermee het Russisch voetbalelftal, onder leiding van Dick Advocaat, uit.
- In de groepsfase schoten de Duitsers in totaal 20 keer op doel en maakten 5 doelpunten. De Griekse voetballers konden 3 keer scoren uit 10 schoten op doel.[2]
- Bondscoach Joachim Löw verraste met zijn basisopstelling: hij hield topscorer Mario Gomez (drie goals in de groepsfase) op de bank, net als Lukas Podolski (één goal) en Thomas Müller. De 34-jarige Miroslav Klose kreeg de voorkeur in de spits, net als de jongelingen André Schürrle en Marco Reus op het middenveld.
- In verband met het overlijden van een voormalig bondscoach Alketas Panagoulias vier dagen eerder speelden de Grieken met rouwbanden.

## Wedstrijdgegevens

De basisopstellingen van beide landen

| Datum                | 21 juni 2012             | 21 juni 2012             |
| Wedstrijdnummer      | 25                       | 25                       |
| Stadion              | PGE Arena Gdańsk, Gdańsk | PGE Arena Gdańsk, Gdańsk |
| Toeschouwers         | 38.751                   | 38.751                   |
| Scheidsrechter       | Damir Skomina            | Damir Skomina            |
| Assistenten          | Primoz Arhar Matej Žunič | Primoz Arhar Matej Žunič |
| Vierde man           | Stéphane Lannoy          | Stéphane Lannoy          |
| Man van de wedstrijd | Mesut Özil               | Mesut Özil               |
|                      | Duitsland                | Griekenland              |
| Doelpunten           | 4                        | 2                        |
| Gele kaarten         | 0                        | 2                        |
| Rode kaarten         | 0                        | 0                        |
| Wissels              | 3                        | 3                        |
| Schoten op doel      | 14                       | 5                        |
| Schoten naast doel   | 10                       | 4                        |
| Overtredingen        | 9                        | 10                       |
| Hoekschoppen         | 10                       | 1                        |
| Buitenspel           | 5                        | 2                        |
| Vrije trappen        | 13                       | 12                       |
| Balbezit (%)         | 66                       | 34                       |

| Duitsland | 4 – 2           | Griekenland |
| (Mesut Özil) Philipp Lahm 39' (Jerome Boateng) Sami Khedira 61' (Mesut Özil) Miroslav Klose 68' Marco Reus 74'                                                             | goals (assists) | 55' Georgios Samaras (Dimitrios Salpigidis) 89' (pen.) Dimitrios Salpigidis |
| Joachim Löw | bondscoach      | Fernando Santos |
| Manuel Neuer Philipp Lahm Holger Badstuber Mats Hummels Jerome Boateng Bastian Schweinsteiger Sami Khedira André Schürrle 67' Mesut Özil Marco Reus 80' Miroslav Klose 80' | opstellingen    | Michalis Sifakis 46' Giorgos Tzavelas Sokratis Papastathopoulos Kyriakos Papadopoulos Vasilis Torosidis Ioannis Maniatis 72' Grigoris Makos Georgios Samaras Kostas Katsouranis 46' Sotiris Ninis Dimitrios Salpigidis |
| Thomas Müller 67' Mario Gomez 80' Mario Götze 80' | wissels         | 46' Georgios Fotakis 46' Theofanis Gekas 72' Nikos Lyberopoulos |
| | gele kaarten    | 14' Georgios Samaras 75' Sokratis Papastathopoulos |
| | rode kaarten    | |

## Wedstrijden
| Groepswedstrijden | | | |
| Groep A | Groep B | Groep C                                                                                               | Groep D |
| Polen - Griekenland Rusland - Tsjechië Griekenland - Tsjechië Polen - Rusland Tsjechië - Polen Griekenland - Rusland | Nederland - Denemarken Duitsland - Portugal Denemarken - Portugal Nederland - Duitsland Portugal - Nederland Denemarken - Duitsland | Spanje - Italië Ierland - Kroatië Italië - Kroatië Spanje - Ierland Kroatië - Spanje Italië - Ierland | Frankrijk - Engeland Oekraïne - Zweden Oekraïne - Frankrijk Zweden - Engeland Engeland - Oekraïne Zweden - Frankrijk |
| Kwartfinales | | | |
| Tsjechië - Portugal                                                                                                  | Duitsland - Griekenland | Spanje - Frankrijk                                                                                    | Engeland - Italië |
| Halve finales | | | |
| ‎Portugal - Spanje | ‎Portugal - Spanje | Duitsland - Italië                                                                                    | Duitsland - Italië                                                                                                   |
| Finale | | | |
| Spanje - Italië | | | |